# Плутарх (византијски епископ)
Плутарх (грч. Πλούταρχος) († 105), је био епископ Византијски у периоду (89. — 105.) године.
На епископском трону Византа провео је шеснаест година, након смрти епископа Поликарпа I. 98. године, за време његовог епископата, започет је прогон хришћана од стране цар Трајанa. Као и његови претходници након смрти сахрањен је у саборном храму Аргируполиса.